# Poimenesperus holdhausi
Poimenesperus holdhausi är en skalbaggsart som beskrevs av Itzinger 1934. Poimenesperus holdhausi ingår i släktet Poimenesperus och familjen långhorningar. Inga underarter finns listade i Catalogue of Life.